# El Capo 2
El capo 2, inmortal es la segunda temporada de la serie de televisión El capo, producida por Fox Telecolombia y escrita por Gustavo Bolívar para RCN Televisión y MundoFox. Esta protagonizada por Marlon Moreno, Cristina Umaña, Carolina Ramírez, María Adelaida Puerta, y Katherine Vélez.
En su capítulo de estreno obtuvo un índice de audiencia de 17.9 puntos en personas y 47,4% de porcentaje de audiencia, siendo el segundo programa más visto del día en Colombia.
El capítulo final obtuvo 36 puntos en hogares, 14.1 puntos de índice de audiencia y 37% de porcentaje de audiencia,  finalizando con un promedio de 30.2 en hogares y 11.9 puntos en personas,  convirtiéndose así en una de las series más populares en la historia de Colombia.

## Sinopsis
Muchas cosas han pasado desde el día en que el gran capo de capos, Pedro Pablo León Jaramillo (El Capo), emprendió una guerra en contra del gobierno, una guerra que lo tuvo al borde de la muerte y que ahora lo tiene a punto de meterse en las entrañas del país que pocos han osado enfrentar. Buscando recuperar su familia, ‘El Capo’ desafiará a los Estados Unidos burlando la rigurosa seguridad de este país. 
Apelando a todo su ingenio y poder, ‘ El Capo’ construirá un submarino que lo llevará a descubrir que el amor de su vida y la madre de sus hijos, ya no lo aman. En medio de esta odisea, ‘El Capo’ se sumergirá en el sangriento mundo pandillero de los maras salvatruchas y acabará declarándole la guerra al poderoso narcotraficante mexicano Pacífico Blanco; y de paso terminará conociendo a Bruna, una bella y peligrosa asesina que parece tener todo lo necesario para enamorarlo. Pero esta no será la única mujer dispuesta a todo por conseguir un lugar en el corazón de León Jaramillo, también está Mariale, una atractiva enfermera que cambiará su vida con tal de estar al lado de ‘El Capo’. 
Secuestra al hijo del presidente para presionarlo y que así liberen a su esposa e hija que fueron extraditadas a Estados Unidos. 
Decidido a acabar con Pacífico Blanco, Pedro Pablo hará lo impensable y unirá fuerzas con quien sea necesario. Solo en este momento ‘El Capo’ se dará cuenta que no está lejos de alcanzar lo que siempre ha soñado, su redención.

## Elenco
| Actor                 | Personajes                 |
| --------------------- | -------------------------- |
| Marlon Moreno         | Pedro Pablo León Jaramillo |
| Katherine Vélez       | Isabel Cristina Marín      |
| Cristina Umaña        | Bruna                      |
| Carolina Ramírez      | María Alejandra Parra      |
| Carlos Barbosa Romero | Mariano Murillo            |
| María Adelaida Puerta | Pilar Monroy "La Perrys" † |
| Oscar Borda           | Oswaldo Tovar "Tato"       |
| Erika Vélez           | Priscila Torres Zapata†    |
| Natalia Jerez         | Julieta León Marín         |
| Roberto Cano          | Daniel Parra "Burro" †     |
| Daniel Lugo           | Pacífico Blanco            |
| Juan Carlos Vargas    | Diego Velandia             |
| Salvador del Solar    | Rubén Castro               |
| Kenny Delgado         | Gonzalo                    |